# Saci

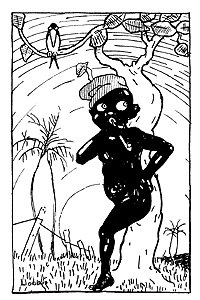
Saci-pererê, pintura em nanquim por Monteiro Lobato, do livro "O Saci-Pererê: Resultado de um Inquérito" de 1918

Saci é um personagem bastante conhecido do folclore brasileiro. Tem sua origem presumida entre os indígenas da Região das Missões, no Sul do país, de onde teria se espalhado por todo o território brasileiro. A figura do saci surge como um ser maléfico, como somente brincalhão ou como gracioso, conforme as versões comuns ao sul.

## Etimologia e outros nomes
O saci também conhecido como saci-pererê, saci-cererê, matimpererê, matita perê, saci-saçurá e saci-trique. Três termos são importantes: "saci" é oriundo do termo tupi "sa'si"; "matimpererê" é oriundo do termo tupi "matintape're"; e o termo "pererê" é oriundo do termo tupi "pererek-a", que significa "ir aos saltos".

## Representação
O personagem é um jovem negro de uma só perna, portador de uma carapuça sobre a cabeça que lhe concede poderes mágicos. Sobre este último caractere, é de notar-se que, já na mitologia romana, registrava Petrônio, no Satíricon, cujo píleo também conferia poderes ao íncubo e recompensas a quem o capturasse.

Considerado uma figura brincalhona, que se diverte com os animais e pessoas, fazendo pequenas travessuras que criam dificuldades domésticas, ou assustando viajantes noturnos com seus assovios – bastante agudos e impossíveis de serem localizados. Assim é que faz tranças nos cabelos dos animais, após deixá-los cansados com correrias; atrapalha o trabalho das cozinheiras, fazendo-as queimar as comidas, ou ainda, colocando sal nos recipientes de açúcar ou vice-versa; ou aos viajantes se perderem nas estradas. Lhe é atribuída também a capacidade de ser carregado por redemoinhos.

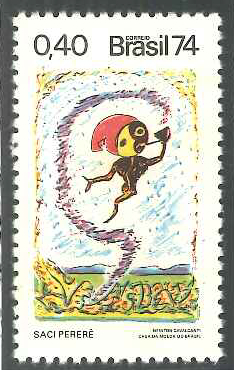
Selo brasileiro de 1974 com a representação do Saci para divulgação das lendas brasileiras

O mito existe pelo menos desde o fim do século XVIII ou começo do XIX.

## Influências históricas

### Indígena
As entidades protetoras da floresta Jaci Jaterê da cosmologia guarani e o Kambaí da cosmologia caingangue são possíveis influências na concepção do Saci.

### Africana
Uma lenda iorubá descreve Aroni, um gnomo de uma perna só que ensina a Oçânhim sobre o uso de ervas medicinais pode ter influenciado a concepção do Saci. Outros relatam Oçânhim e Anoni como a mesma entidade.

### Portuguesa
Da mitologia portuguesa, o saci herdou o píleo, um gorrinho vermelho usado pelo lendário trasgo. Trasgo é um ser encantado do folclore do norte de Portugal, especialmente da região de Trás-os-Montes. Rebeldes, de pequena estatura, os trasgos usam gorros vermelhos e possuem poderes sobrenaturais.

### Brasileira
De Portugal para o Brasil veio a crença da explicação sobrenatural sobre redemoinhos, de que seriam guiados por uma "coisa ruim" e que poderiam arremessar pessoas. Foi documentada essa crença no Brasil, paralelamente à crença da ligação entre o Saci e redemoinhos.

## Nas mídias contemporâneas
O saci se tornou presente nas artes brasileiras a partir dos anos 1910, com um conto de Hugo de Carvalho Ramos e depois Monteiro Lobato em jornal de pesquisa sobre crenças sobre a figura.

### Literatura
O primeiro escritor a se voltar para a figura do saci-pererê foi Hugo de Carvalho Ramos, com seu conto "O Saci", publicado em 1910. A partir da leitura dessa obra, Monteiro Lobato se interessou pelo assunto e realizou uma pesquisa entre os leitores do jornal O Estado de S. Paulo. Com o título de "Mitologia Brasílica – Inquérito sobre o Saci-Pererê", Lobato colheu respostas dos leitores do jornal que narravam as versões do mito, no ano de 1917. O resultado foi a publicação, no ano seguinte, da obra O Saci-Pererê: resultado de um inquérito, primeiro livro do escritor.
Mais tarde, em 1921, o autor voltaria a recorrer ao personagem, no livro O Saci, seu segundo trabalho dedicado à literatura infantil.

### Histórias em quadrinhos
O quadrinista Ziraldo criou em 1958 a série de histórias em quadrinhos A Turma do Pererê, em que o Saci contracena com o índio Tininim, a onça-pintada Galileu e outros personagens. As histórias foram originalmente publicadas na revista O Cruzeiro.
Saci aparece em várias histórias da Turma da Mônica de Mauricio de Sousa (mais frequentemente em histórias do Chico Bento, mais ligadas ao folclore brasileiro) e em histórias brasileiras dos quadrinhos Disney.
Saci aparece no mangá Akuma-kun (1963–1964) de Shigeru Mizuki.

### Cinema e Televisão
O primeiro ator a representar o papel foi Paulo Matozinho, no filme O Saci, adaptado do livro infantil de Lobato. A produção de 1951 da Brasiliense Filmes foi dirigida por Rodolfo Nanni.
Na televisão, as séries que adaptaram a obra de Monteiro Lobato em 1977 e 2007 tiveram Romeu Evaristo e Fabrício Boliveira, respectivamente, interpretando o personagem. O cantor Jorge Benjor também encarnou o saci no especial Pirlimpimpim, de 1982. Em Pirlimpimpim 2, de 1984, foi a vez de Genivaldo dos Santos vestir a carapuça.
Na adaptação para a tevê das histórias de Ziraldo, o papel de Pererê coube a Silvio Guindane.
O saci também é retratado em Cidade Invisível, uma série televisiva de drama com criaturas da mitologia brasileira que não é voltada para crianças e sem apelo familiar. Na série a origem do saci é reimaginada: ele foi um escravo que havia sido deixado pra morrer e que teve que cortar a própria perna. De alguma forma, tornou-se imortal.
Para a série de streaming do SBT, o ator e dj Ricardo Pereira, interpreta o personagem atualmente.

### Música
Em 1912, o compositor brasileiro Heitor Villa-Lobos escreveu a marcha "Saci", quinta parte da sua suíte para piano "Petizada" (W048). A composição, assim como as outras da mesma peça, é inspirada no folclore musical brasileiro.
Francisco Mignone também deu o nome de "Saci" à sexta parte dos seus "Estudos Transcendentais" para piano, de 1931.
O maestro Edmundo Villani-Cortes voltou a lhe dar vida em obras como "Primeira folha do diário do saci" (para piano, 1994), "Terceira folha do diário de um saci" (para flauta, 1992) e "Sétima folha do diário de um saci" (para contrabaixo, 1992).

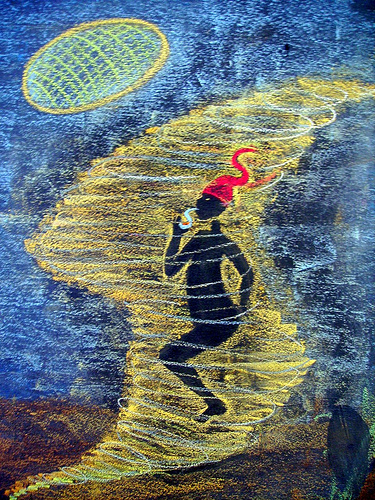
"Retrato do Saci-pererê" (2007) por J. Marconi

Na música popular, a primeira referência ao personagem data de 1909, ano da composição de "Saci-Pererê", de Chiquinha Gonzaga, gravada pela dupla Os Geraldos. Em 1913, foi a vez de "Saci", uma polca de J.B. Nascimento gravada pelo Sexteto da Casa. Gastão Formenti também gravou duas músicas intituladas "Saci-Pererê": uma toada de Joubert de Carvalho, em 1918 e uma canção de J. Aimberê e Bide, em 1929.  
Nas décadas seguintes, outros artistas recorreram ao tema, como Arnaldo Pescuma ("Teu olhar é um Saci", de Cipó Jurandi e Décio Abramo, 1930; Conjunto Tupy ("Saci-Pererê", de J.B. Carvalho, 1932; Mário Genari Filho (a polca "Saci-Pererê", 1948); Zé Pagão & Nhô Rosa ("Saci-Pererê", de Ivani, 1949); Inhana ("Saci", baião de Antônio Bruno e Ernesto Ianhaen, 1956).
Em 1974, para acompanhar a série televisiva "Sítio do Picapau Amarelo", Guto Graça Mello compôs e gravou "Saci". No especial "Pirlimpimpim" (1982), a canção para o personagem ficou por conta de Jorge Benjor ("Saci Pererê". A terceira versão do Sítio para a tevê incluiu, na sua trilha, "Pererê Peralta (saci)", de Carlinhos Brown (2001) e "Eu vi o Saci", de Marcos Sacramento e Izak Dahora (2006).
Na música instrumental, as principais referências são o violonista Carlinhos Antunes ("Saci-Pererê", 1996), a banda Terreno Baldio (Saci-Pererê, 1977), Guilherme Lamounier ("Saci-Pererê", 1978) e o Quarteto Pererê ("Polka do Sacy" e "Liberdade Pererê", ambas no álbum "Balaio", 2010) . O Quarteto Pererê já havia apresentado, em 2005, o espetáculo Saci Armorial, em que fundia a lenda com o universo literário do escritor pernambucano Ariano Suassuna.

### Jogos
No RPG O Desafio dos Bandeirantes, o saci é uma das figuras mitológicas que podem desafiar os jogadores.

## Uso do nome nas ciências

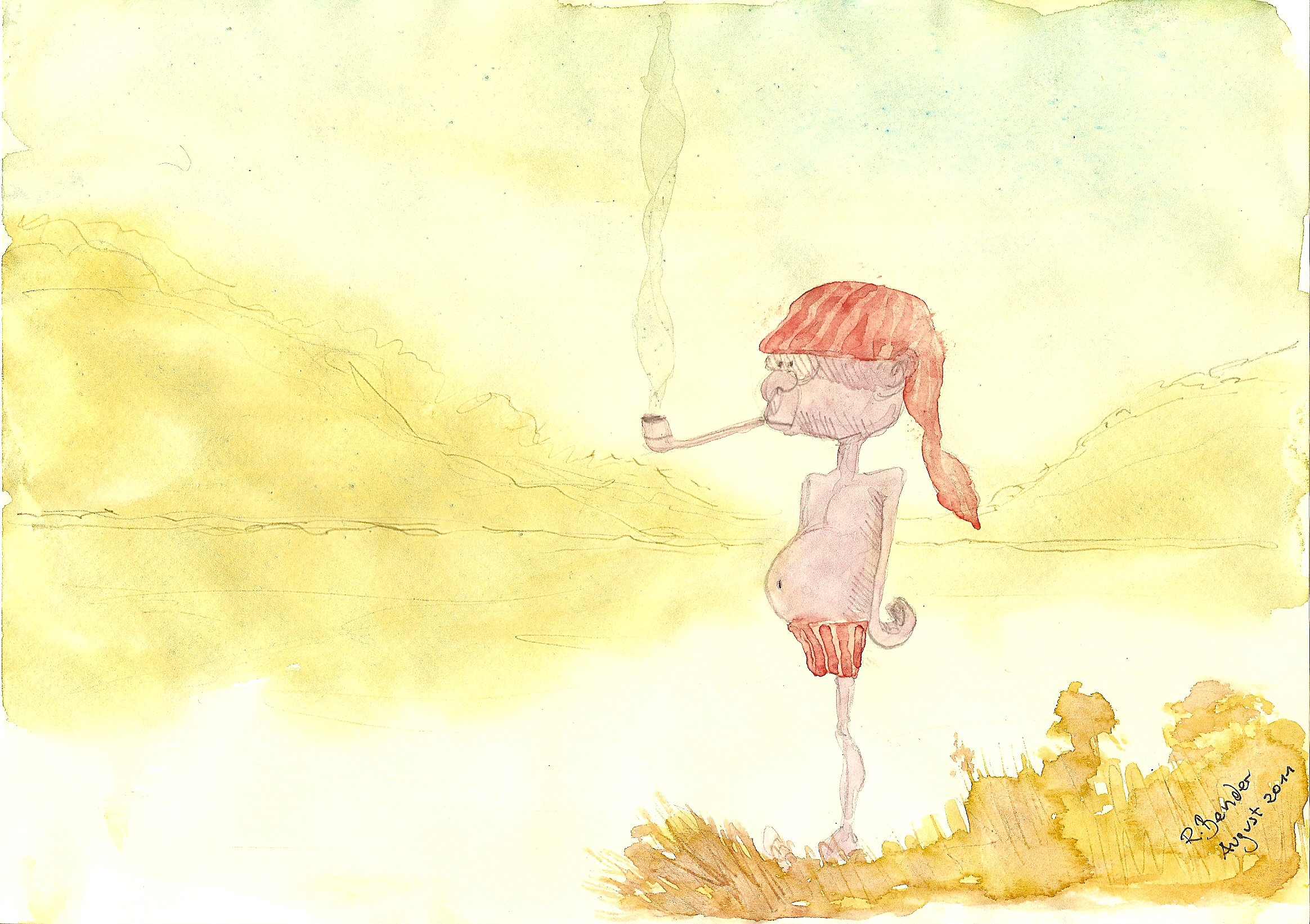
"Saci evita entrar na água", de Renato Bender

Em 2013, uma nova espécie de anfíbio anuro (Adenomera saci) foi descrita do Parque Nacional da Chapada dos Veadeiros, no estado de Goiás. O nome dado à espécie faz alusão à vocalização da espécie, que é um assobio curto e intermitente, e pela dificuldade de se observar indivíduos da espécie cantando, que podem ser elusivos, como atribuído ao saci na cultura popular: "...ele assobia para assustar e confundir os viajantes noturnos, a origem dos assobios impossível de ser localizada...".
Em 2001, uma nova espécie de dinossauro ornitísquio foi descoberta em Agudo, no Rio Grande do Sul. Como o fóssil foi encontrado sem o fêmur esquerdo, recebeu o nome de Sacisaurus agudoensis.
Saci Last Common Ancestor Hypothesis ("hipótese do saci como último ancestral comum") foi um termo utilizado em uma discussão primatológica para explicar por que animais da família Hominidae não sabem nadar de forma instintiva. Esta hipótese faz uma referência à mitologia do Saci Pererê como uma criatura que evita entrar na água.
Em 1997, o Instituto Nacional de Pesquisas Espaciais desenvolveu um microssatélite para lançamento no foguete chinês Longa Marcha 4. Ele recebeu o nome de Satélite de Aplicações Científicas e o acrônimo SACI-1. A experiência, porém, fracassou, pois o satélite, mesmo entrando em órbita, não funcionou. Seu sucessor, o SACI-2, deveria ter sido lançado em 1998, mas o foguete VLS-2 explodiu no lançamento.

## Dia do Saci
Em 2005, foi instituído o Dia do Saci no Estado de São Paulo, a data também é celebrado em Vitória (Espírito Santo); Poços de Caldas e Uberaba (Minas Gerais); Fortaleza e Independência (Ceará) comemorado no dia 31 de outubro, a fim de restaurar as figuras do folclore brasileiro, em contraposição a influências folclóricas estrangeiras, como o Dia das Bruxas.

## Uso no esporte
O Saci é mascote dos clubes: Sport Club Internacional e Social Futebol Clube.